# تشريح الجثة اللفظي

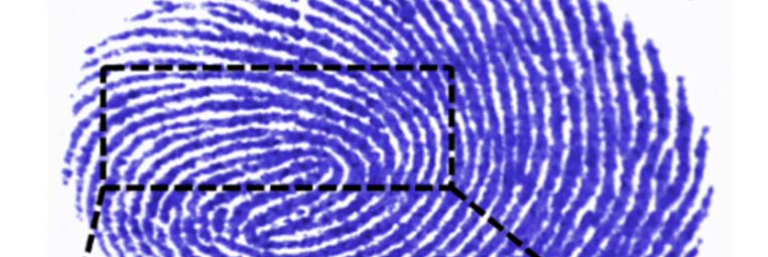
مجموعة تيراهيرتز للمجال القريب لتصوير الأسطح بمقياس ميكرومتر

تشريح الجثة اللفظي هو طريقة لجمع المعلومات حول أعراض وظروف فرد متوفى لمعرفة سبب وفاته. إذ تُجمع معلومات عن صحته، ووصف للأحداث قبل الوفاة من محادثات أو مقابلات مع شخص أو أشخاص يعرفون المتوفى، ويُحلّل هذه المعلومات المهنيون الصحيون أو خوارزميات الكمبيوتر لتعيين السبب (أو الأسباب) المحتملة للوفاة.
يُستخدم تشريح الجثة اللفظي في الحالات التي تكون فيها معظم الوفيات غير موثقة، التي عادة ما تكون في البلدان المنخفضة، والمتوسطة الدخل. وتشير التقديرات إلى أن غالبية الوفيات السنوية -البالغ عددها 60 مليون- تحدث دون رعاية طبية أو شهادة طبية رسمية لسبب الوفاة.يحاول التشريح اللفظي تحديد أسباب الوفاة للأشخاص الذين لا يحملون وثائق، والسماح للعلماء بتحليل أنماط المرض وتوجيه قرارات سياسة الصحة العامة.
من الجدير بالملاحظة أن الاستخدامات الواسعة النطاق لطريقة تشريح الجثة اللفظي تشمل دراسة المليون وفاة في الهند، وبرنامج الصين الوطني لتوثيق أسباب الوفاة في المناطق الريفية، ودراسة العبء العالمي للمرض 2010، ودراسة شبكة INDEPTH متعددة المواقع.
يتزايد الاعتراف بتشريح الجثة اللفظي، بوصفه عنصرًا مهمًا في أنظمة السجل المدني، والإحصاءات الحيوية (CRVS) الوطنية.

## الأصل
استُخدِم مصطلح تشريح الجثة اللفظي أول مرة في مشروع تابع لقسم الصحة الدولية في كلية جونز هوبكنز للصحة العامة، الذي امتد من عام 1965 إلى عام 1973 في البنجاب، الهند. فقد وُضِع مشروعي بحث في قرى بالقرب من لوديانا، مقرها الرئيسي في قرية ناران جوال، وكانت أهداف هذه المشاريع:
1. تقييم العلاقة بين التغذية والعدوى ونمو الطفل.[6]
2. تقبّل خدمات تنظيم الأسرة من قبل المجتمعات الريفية استجابة لحزم خدمات رعاية الأم والطفل المبكرة.[6] كان مقدمو الرعاية الصحية الرئيسيون هم: الزائرات الصحيات (LHVs)، والقابلات الممرضات المساعدات (ANMs)، المقيمات في كل قرية من قرى الدراسة، في دراسات التغذية والسكان، على التوالي. تلقوا جميعهم تدريبًا مدة ستة أسابيع قبل بدء البرنامج، تليها مراجعات شهرية، وإعادة تدريب، وإفادة عن جوانب الخدمة الخاصة بمجموعتهم من القرى. تتكون خدمات المدخلات في قرى التغذية في الأصل من «مراكز التغذية»، والرعاية الصحية للأطفال دون سن الخامسة، وعلى خدمات رعاية صحة الأم والوليد في الخلايا السكانية. في أوائل عام 1971، أظهرت نتائج قرى التغذية عدم وجود انخفاض ملحوظ في معدل وفيات الأطفال، وظلّت أسباب وظروف وفيات الأطفال مجهولة إلى حد كبير. ردًا على ذلك، أنشِئ نظام معلومات يلزم بإبلاغ جميع وفيات الأطفال في القرى إلى مكتب مشروع ناران جوال من قبل العامل الصحي المقيم وفي غضون خمسة أيام. إذ يذهب أحد أطباء المشروع إلى الأسر المعنية، وعن طريق الاستجواب المكثف للمقربين عن العلامات والأعراض التي أدت إلى الوفاة، ومراجعة السجلات الصحية للطفل، تُستكمل بزيارات لمقدّم الرعاية الصحية الخارجي، وتحديد الأسباب المحتملة للوفاة، أو السبب الأكثر احتمالًا للوفاة. باستخدام هذه الطريقة واتباع تحليل للوفيات الـ 45 الأولية، وقد حُددت الأسباب الرئيسية الثلاثة للوفاة بين الأطفال الذين تتراوح أعمارهم بين 8 أيام و3 سنوات، بأنها مرض الإسهال، والتهابات الجهاز التنفسي السفلي، وسوء التغذية. ومن بين الـ 45، توفي أحدهم بسبب مرض الكزاز الوليدي. بعد ذلك بوقت قصير، امتدت العملية نفسها إلى جميع قرى المشروعين التي تضمنت رعاية الأطفال بوصفه أحد مدخلات الخدمة. استجابة للنتائج، طُوّرَت منهجيات التدخل الخاصة بأولويات الرعاية الصحية المحددة وإدخالها في كلا المشروعين. في عام 1972، قُدمت نتائج التحقيق لـ 124 حالة وفاة لأطفال خلال الأيام السبعة الأولى من حياتهم، و117 حالة وفاة تتراوح أعمارهم بين 8 أيام و5 سنوات في مؤتمر عقد في سرينا غار، كشمير. استُخدِم مصطلح «التشريح اللفظي» «للسخرية» من قبل الشخصيات الطبية الزائرة، التي لم تشكك فقط في النتائج، ولكن أيضًا في الطريقة التي يعتمدها، ووصفوها بأنها «غير علمية». أبقى مدير المشروعين كارل إي تايلور -رئيس قسم الصحة الدولية الذي ترأس أيضًا المؤتمر- على المصطلح آنذاك. عن طريق تقديم حزم خدمات محددة للتحكم بمرض الإسهال[7]، والتهابات الجهاز التنفسي السفلي[8]، والكزاز الوليدي[9]، انخفض معدل وفيات الأطفال بنحو ملحوظ في قرى الدراسة لكل من مشروع التغذية والسكان.

ان مقدمو الرعاية الصحية الرئيسيون هم: الزائرات الصحيات (LHVs)، والقابلات الممرضات المساعدات (ANMs)، المقيمات في كل قرية من قرى الدراسة، في دراسات التغذية والسكان، على التوالي. تلقوا جميعهم تدريبًا مدة ستة أسابيع قبل بدء البرنامج، تليها مراجعات شهرية، وإعادة تدريب، وإفادة عن جوانب الخدمة الخاصة بمجموعتهم من القرى.
تتكون خدمات المدخلات في قرى التغذية في الأصل من «مراكز التغذية»، والرعاية الصحية للأطفال دون سن الخامسة، وعلى خدمات رعاية صحة الأم والوليد في الخلايا السكانية. في أوائل عام 1971، أظهرت نتائج قرى التغذية عدم وجود انخفاض ملحوظ في معدل وفيات الأطفال، وظلّت أسباب وظروف وفيات الأطفال مجهولة إلى حد كبير. ردًا على ذلك، أنشِئ نظام معلومات يلزم بإبلاغ جميع وفيات الأطفال في القرى إلى مكتب مشروع ناران جوال من قبل العامل الصحي المقيم وفي غضون خمسة أيام. إذ يذهب أحد أطباء المشروع إلى الأسر المعنية، ومن طريق الاستجواب المكثف للمقربين عن العلامات والأعراض التي أدت إلى الوفاة، ومراجعة السجلات الصحية للطفل، تُستكمل بزيارات لمقدّم الرعاية الصحية الخارجي، وتحديد الأسباب المحتملة للوفاة، أو السبب الأكثر احتمالًا للوفاة. باستخدام هذه الطريقة واتباع تحليل للوفيات الـ 45 الأولية، وقد حُددت الأسباب الرئيسية الثلاثة للوفاة بين الأطفال الذين تتراوح أعمارهم بين 8 أيام و3 سنوات، بأنها مرض الإسهال، والتهابات الجهاز التنفسي السفلي، وسوء التغذية. ومن بين الـ 45، توفي أحدهم بسبب مرض الكزاز الوليدي. بعد ذلك بوقت قصير، امتدت العملية نفسها إلى جميع قرى المشروعين التي تضمنت رعاية الأطفال بوصفه أحد مدخلات الخدمة. استجابة للنتائج، طُوّرَت منهجيات التدخل الخاصة بأولويات الرعاية الصحية المحددة وإدخالها في كلا المشروعين. في عام 1972، قُدمت نتائج التحقيق لـ 124 حالة وفاة لأطفال خلال الأيام السبعة الأولى من حياتهم، و117 حالة وفاة تتراوح أعمارهم بين 8 أيام و5 سنوات في مؤتمر عقد في سرينا غار، كشمير. استُخدِم مصطلح «التشريح اللفظي» «للسخرية» من قبل الشخصيات الطبية الزائرة، التي لم تشكك فقط في النتائج، ولكن أيضًا في الطريقة التي يعتمدها، ووصفوها بأنها «غير علمية». أبقى مدير المشروعين -كارل إي تايلور، رئيس قسم الصحة الدولية الذي ترأس أيضًا المؤتمر- على المصطلح آنذاك. من طريق تقديم حزم خدمات محددة للتحكم بمرض الإسهال، والتهابات الجهاز التنفسي السفلي، والكزاز الوليدي، انخفض معدل وفيات الأطفال بنحو ملحوظ في قرى الدراسة لكل من مشروع التغذية والسكان.
بعد سبع سنوات (1980)، أجرت وزارة الصحة المصرية تحقيقًا للوقاية من وفيات الأطفال بسبب أمراض الإسهال باستخدام مجموعة متنوعة من طرق التدخل لإجمالي عدد السكان البالغ مئتا ألف، متضمنةً 29000 طفلًا دون سن الخامسة في ثلاث مناطق مختلفة. طُوّرَت طريقة تشريح الجثة اللفظي في الأصل في ناران جوال، وعُدّلَت بنحو طفيف لتلائم الوضع المصري، لتستخدم لتحديد أنماط الوفيات السائدة بين الأطفال في سن ما قبل المدرسة. بعد تنفيذ جداول العلاج المختلفة، انخفضت معدلات وفيات الأطفال بنحو ملحوظ في قرى محددة خلال فترة الدراسة. أعيدت زيارة موقع المشروع بعد ست سنوات من الانتهاء من التحقيق، لتأكيد فائدة وفعالية طريقة التشريح اللفظي، وطرائق التدخل التطبيقية، على التوالي.